# 瓷器战争
《瓷器战争》（英語：Porcelain War）是一部2024年出品的纪录片，由布伦丹·贝洛莫（Brendan Bellomo）和斯拉瓦·列昂捷耶夫（Slava Leontyev）共同执导。影片记录了乌克兰艺术家在面对俄罗斯对乌克兰持续占领的背景下，坚持创作与生活的真实经历。
该纪录片于2024年圣丹斯电影节（Sundance Film Festival）全球首映，并荣获美国纪录片单元评审团大奖（U.S. Documentary Competition Grand Jury Prize）。
此外，它还获得第97届奥斯卡金像奖最佳纪录片奖提名。

## 剧情简介
《瓷器战争》记录了斯拉瓦·列昂捷耶夫（Slava Leontyev）、安雅·斯塔先科（Anya Stasenko）与安德烈·斯捷法诺夫（Andrey Stefanov）在俄乌战争期间的经历。三人皆加入了乌克兰国防部队， 其中斯拉瓦担任机枪教官。尽管身处战争环境，斯拉瓦与安雅仍持续从事瓷器雕塑创作， 将艺术视作和平表达的一种形式。
影片以非虚构手法呈现战争背景下的创作过程，涉及艺术与民族认同的主题。 电影原声配乐由乌克兰民谣及“民族混沌”风格乐队达哈布拉哈创作，片尾字幕收录了其现场演出片段。
影像内容涵盖乌克兰自然景观与战火后的废墟景象，交织展现冲突与坚韧。

## 制作
《瓷器战争》的战地影像主要由摄影师安德烈·斯捷法诺夫（Andrey Stefanov）使用 GoPro 运动相机与空中无人机拍摄完成。这些设备便于在前线记录高风险环境下的真实场景。 为了呈现更丰富的视觉层次，影片还融入了由波兰动画工作室 BluBlu Studios 制作的手绘动画与 CGI 动画段落，用以表现人物内心活动与战争环境中的抽象情感。

## 发行
本片于 2024年圣丹斯电影节举行全球首映，并获得美国纪录片单元评审团大奖。 导演之一布伦丹·贝洛莫（Brendan Bellomo）表示，影片之所以获奖，是“因为乌克兰人民的勇气”。 影片也得到了犹他电影中心（Utah Film Center）的赞助支持。 2024 年 8 月，独立发行公司Picturehouse公司取得本片的北美发行权，并于 11 月 22 日在美国院线上映。影片亦获得犹他电影中心（Utah Film Center）的资助支持。

## 评价
影片获得了评论界的广泛好评。在烂番茄（Rotten Tomatoes）网站上，《Porcelain War》根据43条评论获得了95%的好评率，网站评论共识写道：“《Porcelain War》展现了前线冲突的震撼场景，同时珍视战火中仍然绽放的创造力，呈现出一部关于韧性的人文主义杰作。”
《洛杉矶时报》影评人罗伯特·阿贝尔（Robert Abele）称该片为“一部崇高而激动人心的纪录片”。
此外，该片获得了第97届奥斯卡金像奖最佳纪录长片提名。

## 奖项与提名
| 奖项名称                   | 日期           | 奖项类别             | 获奖者 | 结果 | 来源          |
| 圣丹斯电影节               | 2024年1月28日  | 美国纪录片评审团大奖 | - | 获奖 | [ 17 ]        |
| 萨拉索塔电影节             | 2024年4月14日  | 评审团特别提名       | - | 获奖 | [ 18 ]        |
| 旧金山国际电影节           | 2024年4月28日  | 最佳纪录片           | 《Porcelain War》                                                                                          | 提名 | [ 19 ]        |
| 西雅图国际电影节           | 2024年5月27日  | 最佳纪录片           | - | 获奖 | [ 20 ]        |
| 萨德伯里国际电影节         | 2024年9月22日  | 观众选择奖：纪录片   | - | 获奖 | [ 21 ]        |
| 评论家选择纪录片奖         | 2024年11月10日 | 最佳新纪录片导演     | Bellomo & Leontyev                                                                                         | 提名 | [ 22 ]        |
|                            |                | 最佳政治纪录片       | 《Porcelain War》                                                                                          | 提名 | [ 22 ]        |
|                            |                | 观众选择奖           | - | 获奖 | [ 23 ]        |
| Cinema Eye荣誉奖           | 2024年1月9日   | 杰出制作             | Paula DuPre' Pesmen, Aniela Sidorska, Camilla Mazzaferro and Olivia Ahnemann                               | 提名 | [ 23 ]        |
| -------------------------- | -------------- | -------------------- | --- | ---- | ------------- |
|                            |                | 杰出摄影             | Andrey Stefanov                                                                                            | 提名 | [ 23 ]        |
|                            |                | 杰出视觉设计         | Brendan Bellomo and BluBlu Studios                                                                         | 提名 | [ 23 ]        |
| 卫星奖                     | 2025年1月26日  | 最佳纪录长片         | 《Porcelain War》                                                                                          | 提名 | [ 24 ]        |
| 澳大利亚电影电视艺术学院奖 | 2025年2月7日   | 最佳纪录片           | Brendan Bellomo, Slava Leontyev, Camilla Mazzaferro, Aniela Sidorska, Paula Du Pré Pesmen, Olivia Ahnemann | 提名 | [ 25 ]        |
| 美国导演工会奖             | 2025年2月8日   | 纪录片导演杰出成就   | Brendan Bellomo and Slava Leontyev                                                                         | 获奖 | [ 26 ] [ 27 ] |
| 美国制片人工会奖           | 2025年2月8日   | 杰出纪录片制片人     | Aniela Sidorska and Paula DuPré Pesmen                                                                     | 提名 | [ 28 ] [ 29 ] |
| 奥斯卡金像奖               | 2025年3月2日   | 最佳纪录长片         | Brendan Bellomo, Slava Leontyev, Aniela Sidorska, and Paula DuPré Pesmen                                   | 提名 | [ 30 ]        |

## 画廊

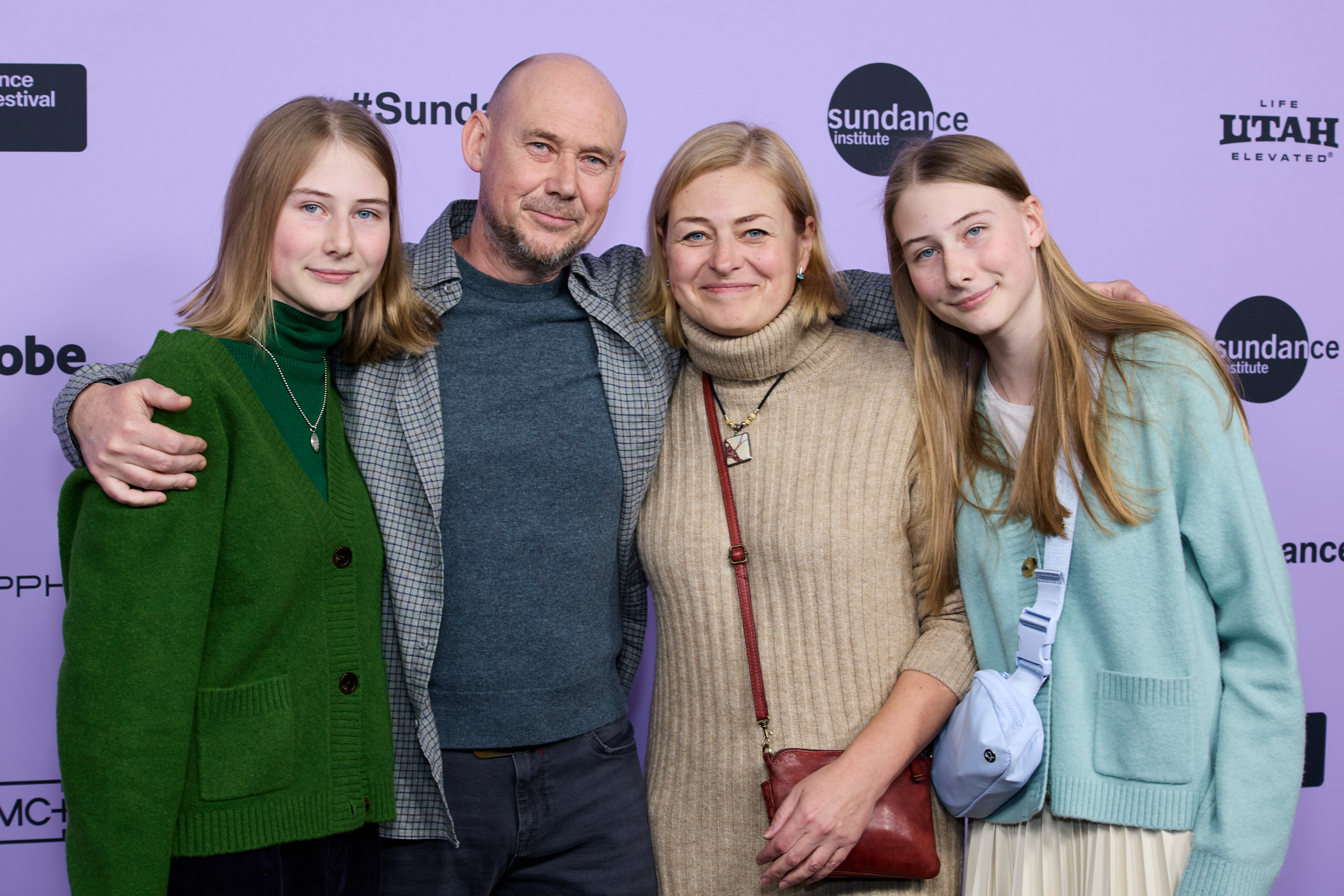
Sonya Stefanova、Andrey Stefanov、Anya Stefanova、Olena Herasymenko
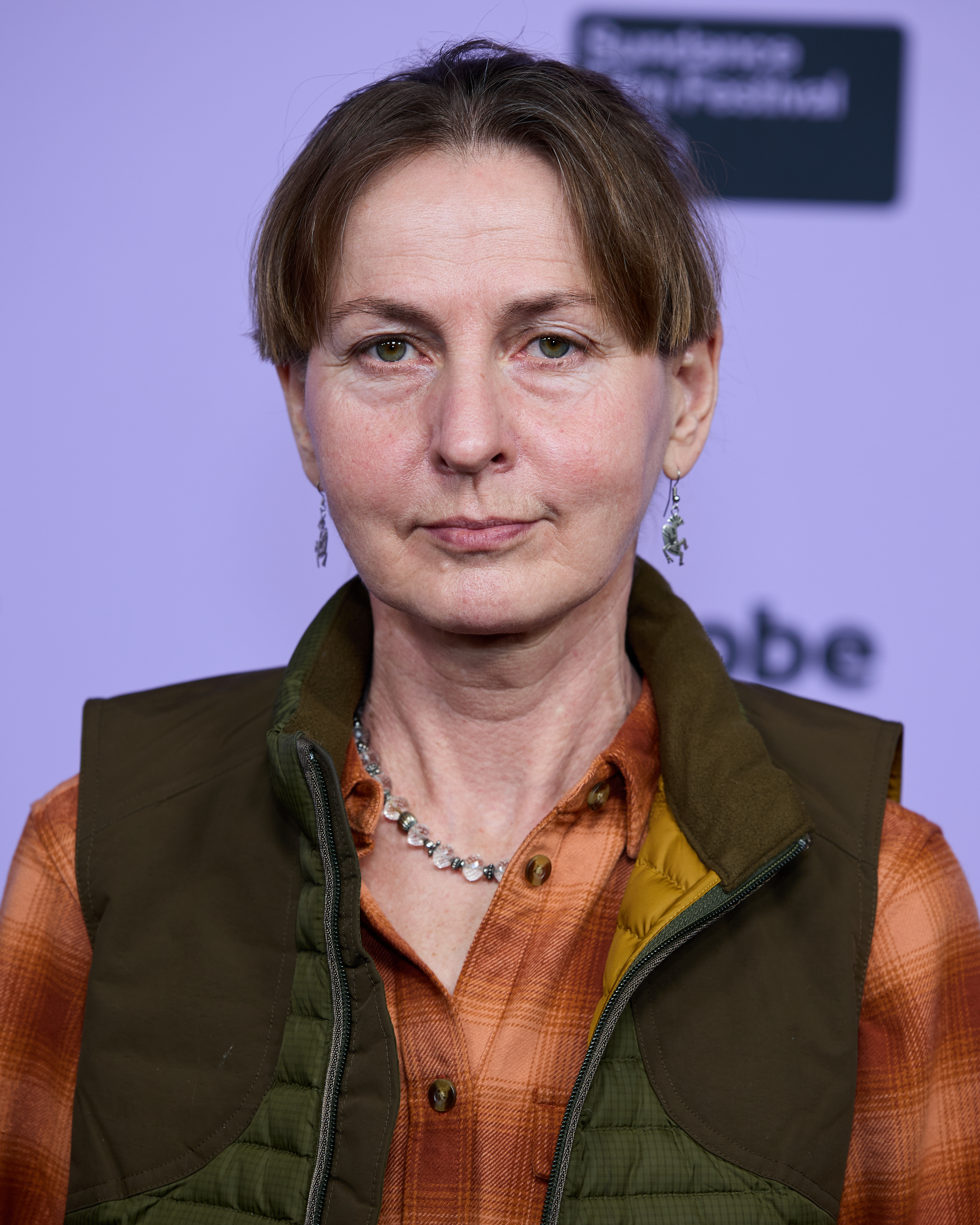
Anya Stasenko
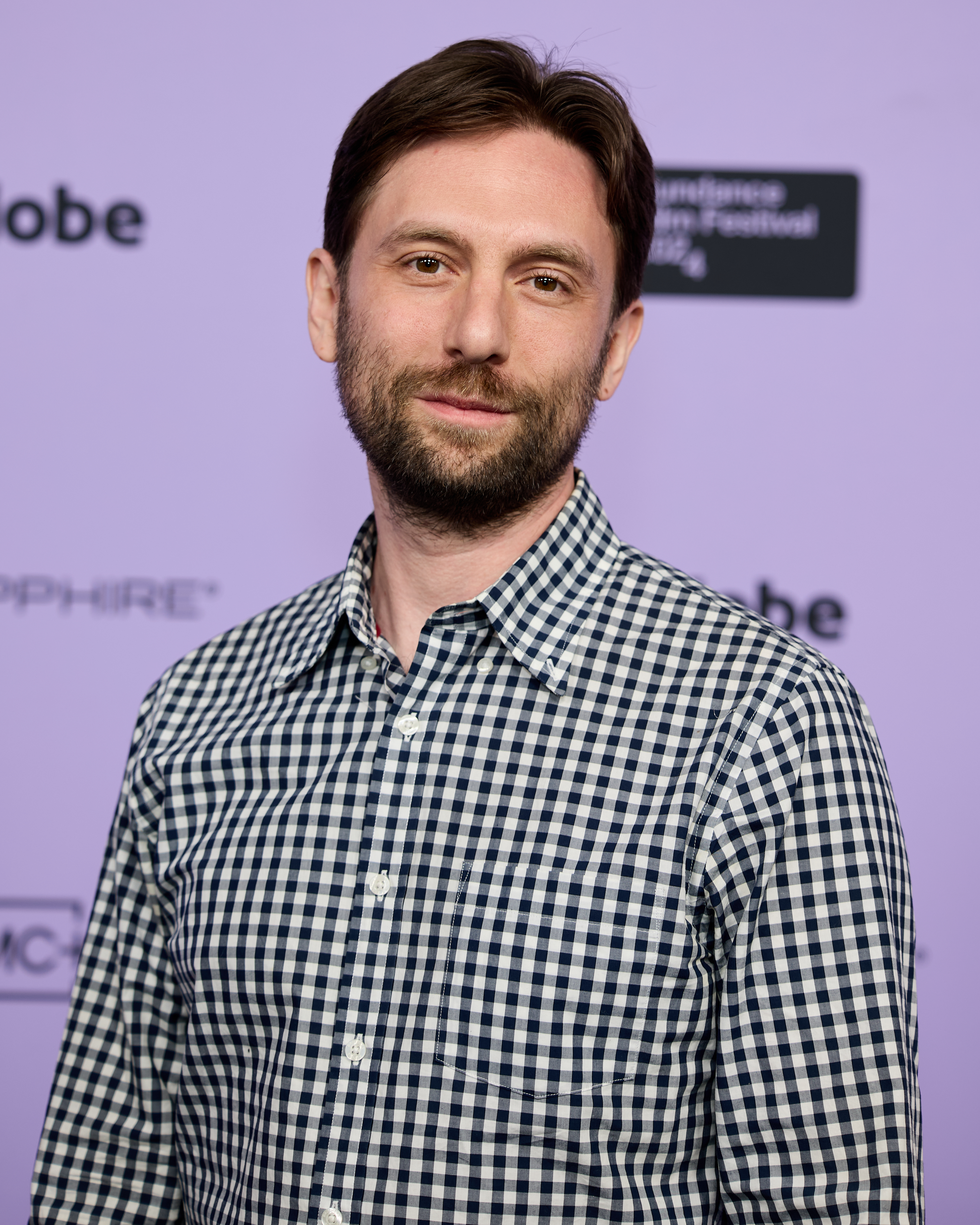
导演 Brendan Bellomo

## 外部連結
- 互联网电影数据库（IMDb）上《瓷器战争》的资料（英文）
- 爛番茄上《瓷器战争》的資料（英文）